# Attila Simon (ur. 1983)
Attila Simon (ur. 4 lutego 1983 w Budapeszcie) – węgierski piłkarz występujący na pozycji napastnika w węgierskim klubie Dunaharaszti MTK.

## Sukcesy

### Indywidualne
- Król strzelców Nemzeti Bajnokság I: 2013/2014 (18 goli)
- Król strzelców Nemzeti Bajnokság III: 2018/2019 - Wschód (27 goli)
- Król strzelców Pucharu Węgier: 2008/2009 (6 goli)